# Mitrantia
Mitrantia es un género monotípico de plantas perteneciente a la familia Myrtaceae. Su única especie: Mitrantia bilocularis Peter G.Wilson & B.Hyland, Telopea 3: 265 (1988), es originaria de  Queensland en Australia.